# Arthur Hamilton
Pour les articles homonymes, voir Hamilton.
Arthur Hamilton, né le 22 octobre 1926 à Seattle et mort le 20 mai 2025 à Los Angeles, est un auteur-compositeur américain.

## Biographie
Arthur « Art » Stern est né à Seattle, fils de l'auteur-compositeur et comédien Jacob Abraham « Jack » Stern (1896-1985) et de Grace Hamilton Leet (1883-1953). Il a déménagé avec sa famille à Hollywood, en Californie.
Il apprend le piano dans son enfance et étudie également la théorie musicale et le contrepoint.
Il est surtout connu pour avoir écrit en 1953 la chanson Cry Me a River. La version la plus célèbre est celle enregistrée par Julie London en 1955. Cette chanson sentimentale est devenue un standard de jazz.
En 1949, il écrit une première comédie musicale télévisée en direct pour KTTV à Los Angeles, en Californie.
Il travaille également pour une société d'édition musicale.
En 1953, sous contrat avec Jack Webb, il contribue à trois chansons du film Pete Kelly's Blues dont Sing A Rainbow et He Needs Me, chanté par Peggy Lee.
Cependant, la troisième chanson de Hamilton, Cry Me a River, chantée par Ella Fitzgerald, est retirée du film, bien qu'Ella ait continué à l'enregistrer plus tard dans sa carrière. Son interprétation dans le film de 1956 The Girl Can't Help It contribue à en faire un tube d'un million de ventes, atteignant la 9e place du classement Billboard américain et la 22e place au Royaume-Uni. La chanson est également reprise par Joe Cocker en 1970. Ses compositions sont enregistrées par Dinah Washington, Archie Shepp, Harry Connick Jr., Barbra Streisand, Johnny Mathis, Ray Charles, Diana Krall, The Dells (dont la version de Sing a Rainbow est un succès international en 1969).	
À de nombreuses occasions, Hamilton travaille exclusivement en tant que parolier, sa longue liste de collaborateurs comprend de nombreux compositeurs.
Il est membre du conseil des gouverneurs de l'Académie des arts et des sciences du cinéma (branche de la musique) et membre du conseil de la Fondation ASCAP.